# Sonja Henie
Sonja Henie (Cristiania, actual Oslo, Noruega, 8 de abril de 1912-ibídem, 12 de octubre de 1969) fue una campeona olímpica de patinaje sobre hielo en tres ocasiones, diez veces campeona del mundo (1927-1936) y seis veces campeona de Europa (1931-1936). Desarrolló también una amplia trayectoria como actriz.
Henie ha ganado más títulos olímpicos y mundiales que cualquier otra patinadora artística femenina. Es una de las dos únicas patinadoras que han defendido un título olímpico individual femenino, la otra es Katarina Witt, y sus seis títulos europeos sólo han sido igualados por Witt.
En el apogeo de su carrera como actriz, fue una de las estrellas mejor pagadas del Hollywood y protagonizó una serie de éxitos de taquilla, entre ellos Thin Ice (1937), Happy Landing']', My Lucky Star] (1938), Second Fiddle (1939) y Sun Valley Serenade] (1941). 

## Biografía

### Primeros años
Henie nació el 8 de abril de 1912 en Kristiania (actual Oslo), Noruega; era la única hija de Wilhelm Henie (1872-1937), un próspero furtidor noruego, y su esposa, Selma Lochmann-Nielsen (1888-1961). Además de los ingresos del negocio peletero, los padres de Henie habían heredado riqueza. Wilhelm Henie había sido una vez Campeón del Mundo de Ciclismo y a los hijos de Henie se les animó a practicar diversos deportes a una edad temprana. Al principio, Henie demostró su talento en el esquí, y después siguió los pasos de su hermano mayor, Leif, en el patinaje artístico. De niña, Henie también fue una jugadora de tenis clasificada a nivel nacional, y una experta en nadadora y equestrienne. Una vez que Henie empezó a entrenarse en serio como patinadora artística, su educación formal terminó. Fue educada por tutores, y su padre contrató a los mejores expertos del mundo, incluida la famosa bailarina rusa, Tamara Karsavina, para transformar a su hija en una celebridad deportiva.
Henie empezó a patinar a los 5 años. Le gustaba la música y la danza desde muy pequeña, estudió ballet y, tras iniciar su carrera de patinadora de competición, admiró a la bailarina de ballet rusa Anna Pavlova después de verla actuar en Londres.
Su padre contrató a los mejores entrenadores del mundo, incluyendo a la bailarina rusa Tamara Karsávina, para convertir a su hija en una celebridad del deporte. Ella logró la medalla de oro en tres Juegos Olímpicos consecutivos. En los Juegos Olímpicos de 1924 en Chamonix, Francia, ocupó la octava plaza pero con tan solo once años y siendo ya campeona de su país. A la siguiente edición de los Juegos olímpicos acudió como campeona del mundo (logrado en 1927 con tan solo 14 años) y consiguió su primera medalla de oro olímpica. Desde ese momento lograría otras dos medallas de oro olímpicas más en los Juegos siguientes.
Fue la primera patinadora en adoptar como vestimenta la falda característica de las patinadoras actuales y de realizar elaboradas coreografías. Su técnica innovadora y su estilo glamuroso transformaron el deporte del patinaje y la convirtieron en una leyenda de este deporte. También fue una buena jugadora de tenis.
Llegó a ser tan popular que la policía tenía que intervenir en sus apariciones públicas para controlar a la gran masa de aficionados.
Tras su tercera medalla de oro olímpica en los Juegos de Garmisch-Partenkirchen en 1936, pasó al profesionalismo participando en diversos shows, donde logró gran éxito, sobre todo en los Estados Unidos. En 1938 publicó su autobiografía, que fue reeditada y vuelta a publicar en 1954. En 1941 recibió la nacionalidad estadounidense. Se retiró de las actuaciones en 1958 con el filme Hello, London. 
En lo personal, se casó en tres ocasiones, con Dan Topping, Winthrop Gardiner y finalmente con el rico mecenas del arte noruego Niels Onstad en 1956. Juntos fijaron su residencia en Oslo, donde acumularon una importante colección de arte moderno que sirvió para la creación del Henie-Onstad Art Centre en Høvikodden, cerca de Oslo. 
A mediados de los años 1960 se le diagnosticó leucemia, que le provocó la muerte en 1969 a la edad de 57 años durante un vuelo entre París y Oslo.
Una estrella del Paseo de la Fama de Hollywood lleva su nombre.

## Resultados
| Año                          | 1923 | 1924 | 1926 | 1927 | 1928 | 1929 | 1930 | 1931 | 1932 | 1933 | 1933 | 1935 | 1936 |
| Campeonato Noruego           | 1º   | 1º   | 1º   | 1º   | 1º   | 1º   | -    | -    | -    | -    | -    | -    | -    |
| Campeonato de Europa         | -    | -    | -    | -    | -    | -    | -    | 1º   | 1º   | 1º   | 1º   | 1º   | 1º   |
| Campeonato del Mundo         | -    | -    | 2º   | 1º   | 1º   | 1º   | 1º   | 1º   | 1º   | 1º   | 1º   | 1º   | 1º   |
| Juegos Olímpicos de Invierno | -    | 8º   | -    | -    | 1º   | -    | -    | -    | 1º   | -    | -    | -    | 1º   |

## Distinciones
- Ingreso en el World Figure Skating Hall of Fame (1976).
- Ingreso en el International Women's Sports Hall of Fame (1982).

## Patinadora y actriz profesional

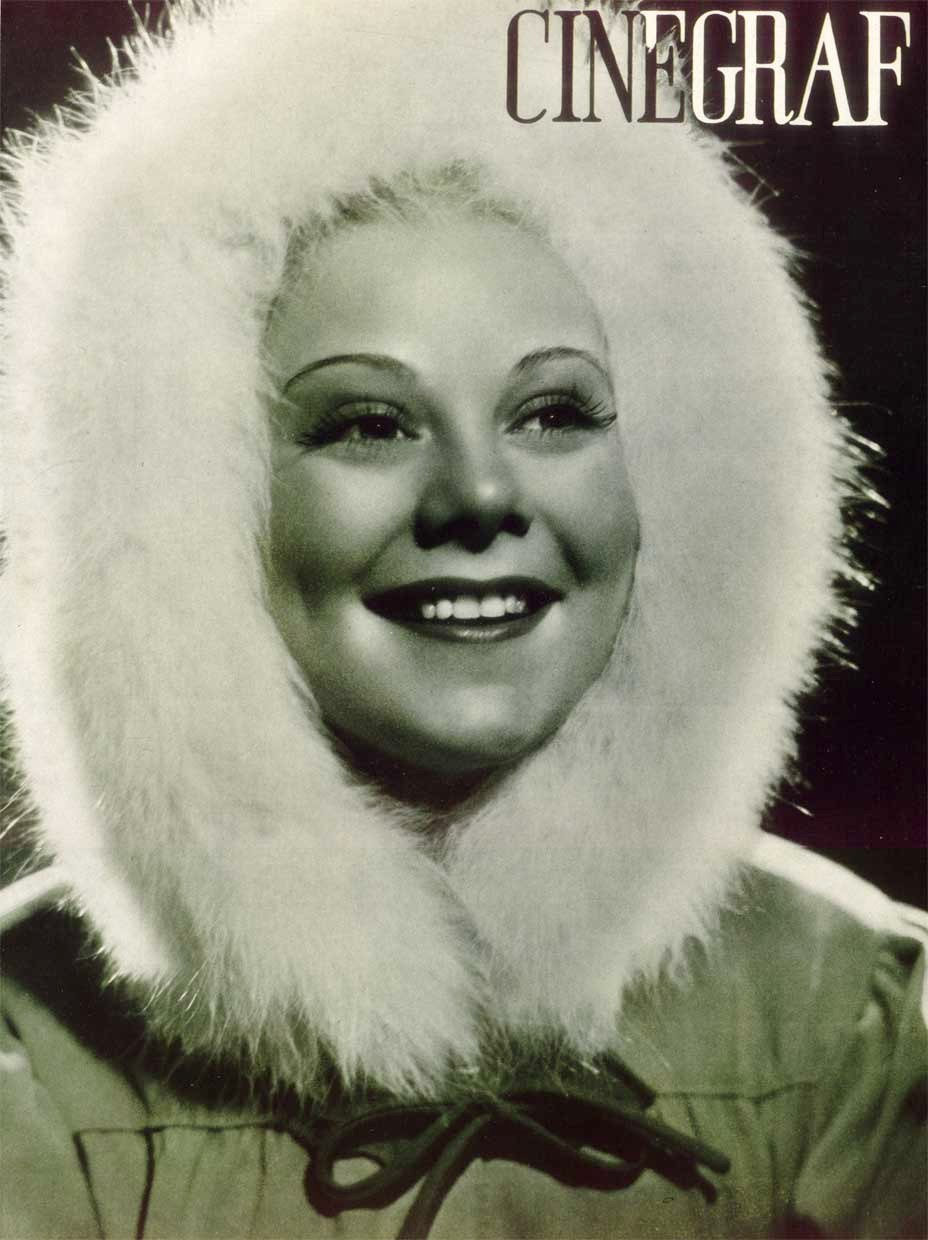
Henie en la portada de una revista de cine argentino en 1937.

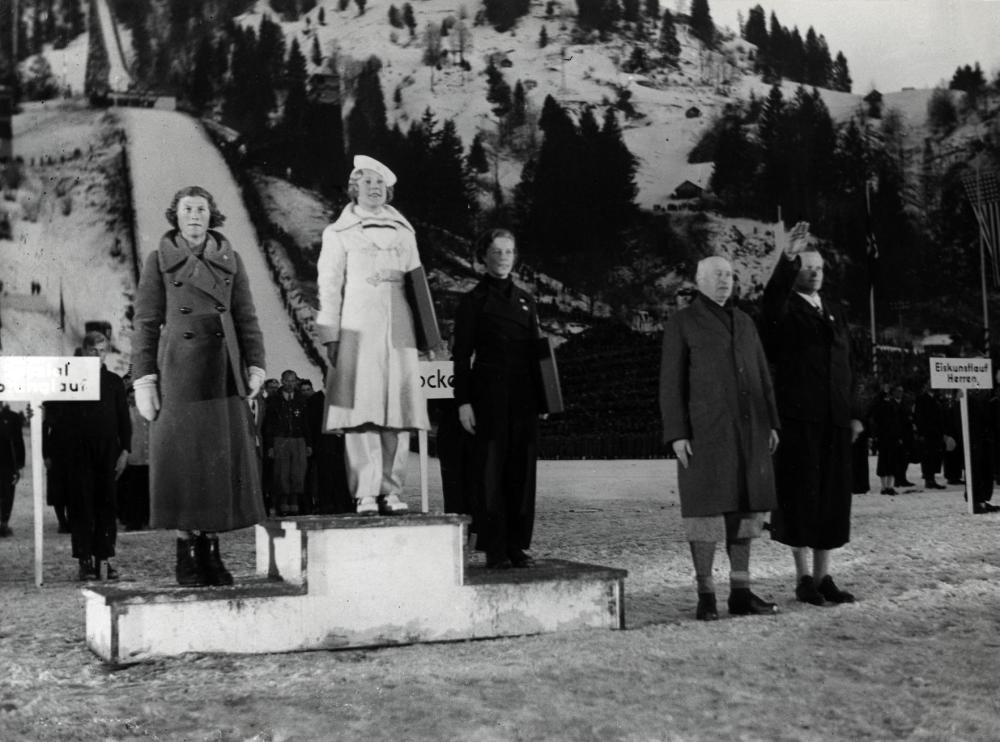
Henie con la patinadora británica Cecilia Colledge durante la ceremonia de entrega de medallas en los Juegos Olímpicos de 1936 en Garmisch-Partenkirchen

.

### Carrera profesional competitiva
En marzo de 1936, Henie firmó un contrato de actuación con el promotor Arthur Wirtz y actuó en nueve ciudades de Estados Unidos. Más tarde ese año, el padre de Henie alquiló una pista de patinaje en Los Ángeles, donde Henie actuó dos veces. Los espectáculos recibieron mucha publicidad y contaron con numerosos invitados famosos. También entre el público estaba el influencer cinematográfico Darryl F. Zanuck, quien le ofreció a Henie un contrato de cinco años con 20th Century Fox. La primera película de Henie, Princesa de Hielo , se estrenó ese mismo año y fue un éxito de público. Ese mismo año también se rodó la película Slippery Ice. En su primer año en Hollywood, Henie había ganado 250 000 dólares. Wilhelm Henie murió en mayo de 1937 y Sonja Henie tuvo que ocuparse en el futuro de sus propios asuntos comerciales. 
Henie quedó octava en un grupo de ocho en los Juegos Olímpicos de Invierno de 1924, a la edad de once años. 
Henie ganó el primero de los diez Campeonatos del Mundo de Patinaje Artístico consecutivos sin precedentes en 1927, a la edad de catorce años. Los resultados de los Campeonatos del Mundo de 1927, en los que Henie ganó por decisión 3-2 (o 7 contra 8 puntos ordinales) a la defensora del título olímpico y mundial Herma Szabo de Austria, fueron controvertidos, ya que tres de los cinco jueces que dieron a Henie el primer puesto ordinal eran noruegos (1 + 1 + 1 + 2 + 2 = 7 puntos) mientras que Szabo recibió el primer puesto ordinal de un juez austriaco y otro alemán (1 + 1 + 2 + 2 + 2 = 8 puntos). Al año siguiente, Henie ganó la primera de sus tres medallas de oro en los Juegos Olímpicos, convirtiéndose en una de las campeonas olímpicas de patinaje artístico más jóvenes. Defendió sus títulos olímpicos en 1932 y en 1936, y sus títulos mundiales anualmente hasta 1936. También ganó seis campeonatos europeos consecutivos de 1931 a 1936.
Las tres medallas de oro olímpicas sin precedentes de Henie no han sido igualadas por ninguna patinadora individual femenina desde entonces, ni tampoco sus logros como diez veces campeona del mundo consecutivas. Aunque la rusa Irina Slutskaya ostenta el récord de títulos europeos entre las patinadoras femeninas desde 2006, Henie sigue conservando el récord de títulos consecutivos, que comparte con Katarina Witt de Alemania Oriental/Alemania (1983-1988).
Hacia el final de su carrera, empezó a ser desafiada por patinadoras más jóvenes, como Cecilia Colledge, Megan Taylor y Hedy Stenuf. Sin embargo, mantuvo a raya a estas competidoras y ganó su tercer título olímpico en los Juegos Olímpicos de Invierno de 1936, aunque en circunstancias muy controvertidas, con Cecilia Colledge terminando en segundo lugar. De hecho, tras la sección de figuras escolares de la competición olímpica de 1936, Colledge y Henie iban prácticamente a la par, con Colledge a la zaga por unos pocos puntos. Según relató Sandra Stevenson en The Independent, «la igualdad [de la competición] enfureció a Henie, quien, cuando se colgó el resultado de esa sección en una pared de la sala de competidores, arrancó el papel y lo rompió en pedacitos».
El sorteo del patinaje libre [entonces] fue objeto de sospechas después de que Henie obtuviera la plomiza posición de patinar en último lugar, mientras que Colledge tuvo que actuar en segundo lugar de los 26 competidores. El comienzo temprano se vio como una desventaja, ya que el público aún no aplaudía enloquecido y se sabía que los jueces eran más libres a la hora de puntuar a medida que avanzaba el evento. Años más tarde, se adoptó un sorteo más justo y escalonado para contrarrestar esta situación".
Durante su carrera competitiva, Henie viajó mucho y trabajó con diversos entrenadores extranjeros. En Oslo, entrenó en el Frogner Stadium, donde tuvo como entrenadores a Hjørdis Olsen y Oscar Holte. Durante la última parte de su carrera competitiva fue entrenada principalmente por el estadounidense Howard Nicholson en Londres.
Además de viajar para entrenar y competir, era muy solicitada como artista en exhibiciones de patinaje artístico tanto en Europa como en Norteamérica. Henie se hizo tan popular entre el público que hubo que llamar a la policía para que controlara a las multitudes en sus apariciones en ciudades tan dispares como Praga y Nueva York.
Era un secreto a voces que, a pesar de los estrictos requisitos del amateurismo de la época, Wilhelm Henie exigía «dinero para gastos» por las apariciones de su hija en el patinaje. Los padres de Henie habían abandonado sus propias actividades en Noruega -dejando a Leif al frente del negocio de pieles- para acompañar a Sonja en sus viajes y actuar como sus representantes.

### Carrera profesional y cinematográfica
.

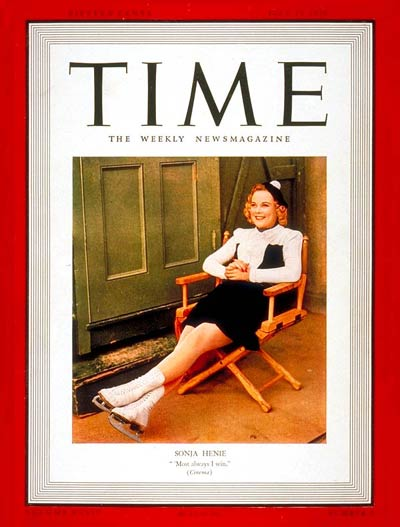
Sonja Henie apareció en la portada de Time magazine el 17 de julio de 1939

En 1938, Henie apareció en dos películas, La hija de Tunturimaa y La primavera de la juventud . Después del rodaje de la hija de Funturimaa, Henie realizó una gira con Hollywood Ice Revue por Estados Unidos. Al año siguiente, apareció en las películas Tyttö Pohjolata y Mejn kilpakojai kemen . Durante los siguientes tres años, Henie realizó las películas Swingin tättis, Islandia e Iloinen hotelli. 
Durante la Segunda Guerra Mundial, Henie añadió temas patrióticos a sus actuaciones sobre hielo. Filmó Love on Slippery Ice en 1945 y su última película estrenada, The Countess of Monte Carlo, en 1948. Actuó en Hollywood durante aproximadamente una década y ganó aproximadamente 50 millones de dólares durante ese tiempo, aproximadamente la mitad de los cuales provino de películas y la otra mitad de hielo. Excursiones. 
Animada por su marido, Henie dejó su colaboración con Arthur Wirtz a principios de la década de 1950 y más tarde financió su propio espectáculo sobre hielo. Henie invirtió alrededor de $1 millón en el programa para la temporada 1951-1952 y dedicó mucho tiempo a organizar los programas. Una actuación en marzo de 1952 terminó en tragedia cuando el escenario temporal al aire libre se derrumbó, hiriendo a cientos de espectadores. Henie y su compañía fueron demandados y muchos espectáculos tuvieron que ser cancelados. Henie realizó una gira por Europa en el verano de 1953 y actuó en varios países. Prácticamente dejó de hacerlo en 1956, aunque todavía realizó una película inédita en 1958.

## Filmografía
| Year | #  | Tittle                       | Character               |
| ---- | -- | ---------------------------- | ----------------------- |
| 1927 | 1  | Seven Days for Elizabeth     | Patinadora              |
| 1929 | 2  | Se Norge                     | Como sí misma           |
| 1936 | 3  | One in a Million             | Greta "Gretchen" Muller |
| 1937 | 4  | Thin Ice                     | Lili Heiser             |
| 1937 | 5  | Ali Baba Goes to Town        | Como sí misma (Cameo)   |
| 1938 | 6  | Happy Landing                | Trudy Ericksen          |
| 1938 | 7  | My Lucky Star                | Krista Nielsen          |
| 1939 | 8  | Second Fiddle                | Trudi Hovland           |
| 1939 | 9  | Everything Happens at Night  | Louise                  |
| 1941 | 10 | Sun Valley Serenade          | Karen Benson            |
| 1942 | 11 | Iceland                      | Katina Jonsdottir       |
| 1943 | 12 | Wintertime                   | Nora                    |
| 1945 | 13 | It's a Pleasure              | Chris Linden            |
| 1948 | 14 | The Countess of Monte Cristo | Karen Kirsten           |
| 1958 | 15 | Hello London                 | Como sí misma           |